# Convento della Presentazione al Tempio
Il convento della Presentazione al Tempio sorge in località monte Telegrafo, nel comune di Monte Argentario, in provincia di Grosseto.

## Storia
Il complesso costituisce la casa madre della Congregazione dei padri passionisti ed è costituito da una parte conventuale e dalla chiesa. I lavori di costruzione iniziarono nel 1733 e furono completati nel 1737. La facciata, costruita nel 1856, ha un prospetto d'impronta neoclassica. L'interno conserva alcune opere di rilievo: la  Madonna col Bambino che consegna a san Paolo della Croce il progetto del convento, di Pietro Aldi (1880), che può essere assunta a manifesto della congregazione; la "Presentazione di Maria al tempio", di Sebastiano Conca; la "Madonna col Bambino che regge il Sacro Cuore e san Giuseppe sullo sfondo", di Pompeo Batoni.
Molto venerata è l'immagine denominata "Madonna di Monte Argentario" di scuola romana del '700. Sull'altare del transetto destro è la tela con un'immagine della Maddalena del XVIII secolo e, sull'altare di sinistra un San Michele, copia dell'omonimo soggetto di Guido Reni della Chiesa dei Cappuccini di Roma.
Nella cripta sono collocati, sia la statua del fondatore dell'ordine (in travertino), sia un bassorilievo, pure in travertino, rappresentante l'approdo all'Argentario di San Paolo della Croce. Infine, nell'interno della chiesa si può ammirare un'urna bronzea con i resti del giovane passionista il venerabile Galileo Nicolini opera dello scultore Tito Amodei.
Il 12 dicembre del 2000, a sorpresa e senza preavviso tra lo stupore e l'emozione dei religiosi presenti, si fermò a pregare nella chiesa del convento il Papa Giovanni Paolo II. Il luogo era particolarmente amato anche da Susanna Agnelli (sindaco di Monte Argentario dal 1974 al 1984), tanto che per suo espresso desiderio, volle che vi fossero celebrate le proprie esequie.
(Susanna Agnelli)

## Descrizione

### Ubicazione
Il convento sorge su un ampio piazzale circondato da una natura generosa e ancora lasciata integra, in località monte Telegrafo. La storia volle che fosse proprio San Paolo della Croce a tracciare la prima pianta dell'edificio, costruito in stile semplice a pianta rettangolare, schema della chiesa votata alla povertà ed all'austerità, proprio come voleva la sua regola.

## Galleria d'immagini

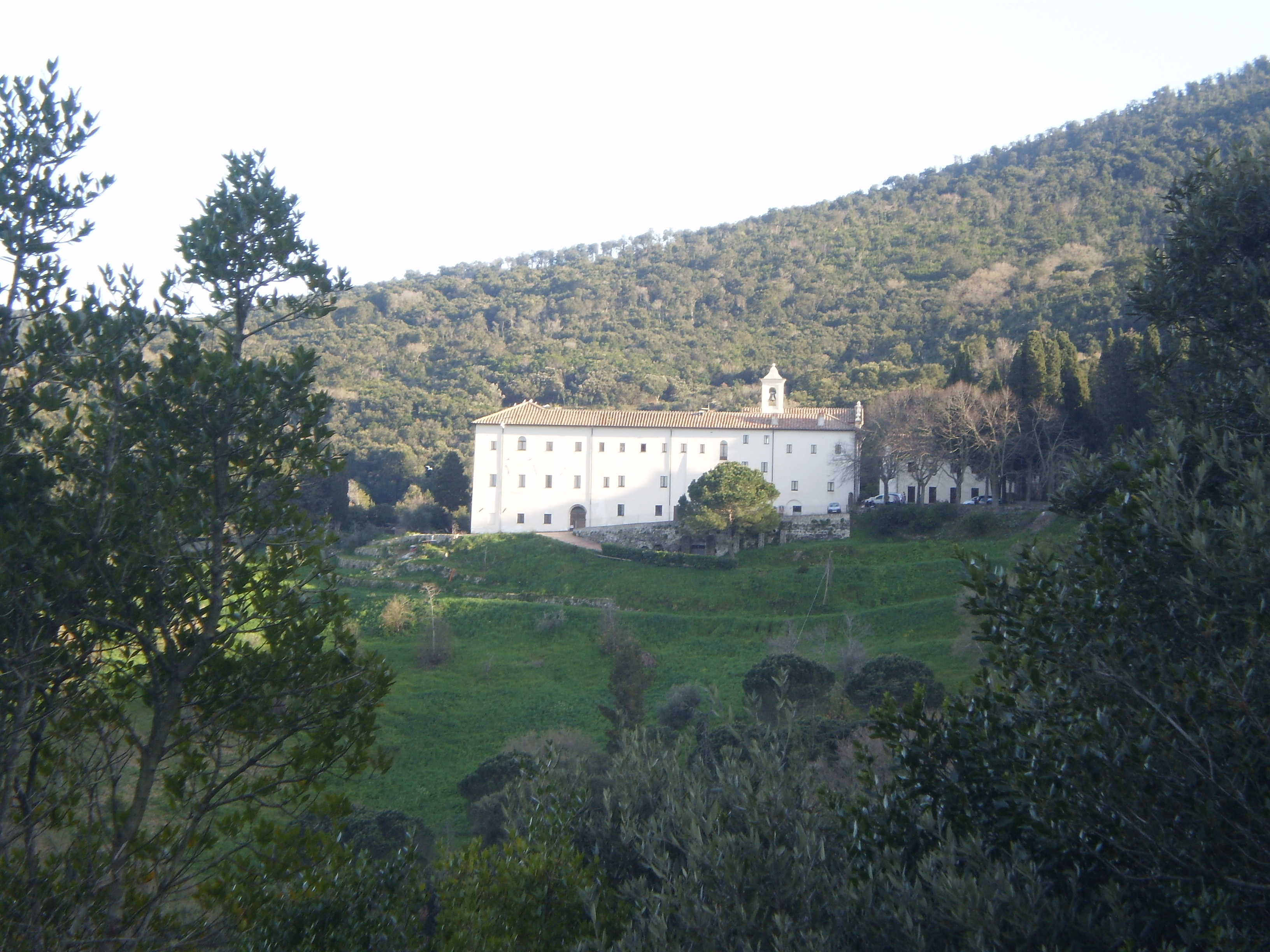
Panorama esterno del convento
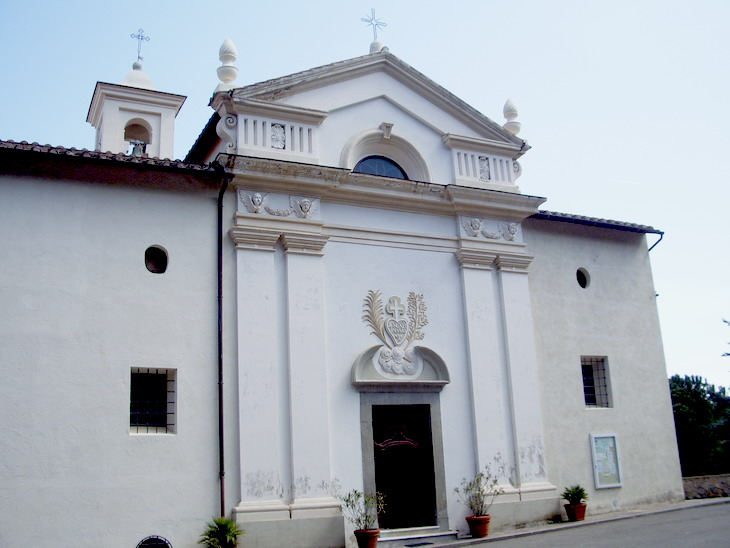
Facciata della chiesa
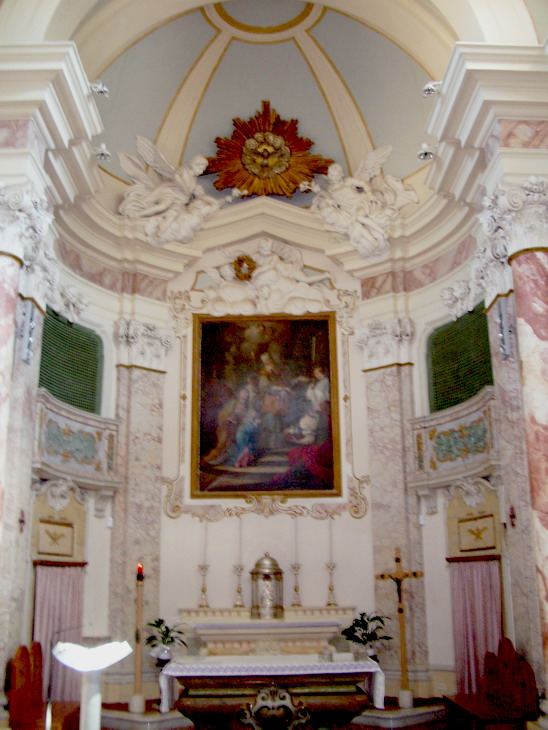
Interno della chiesa
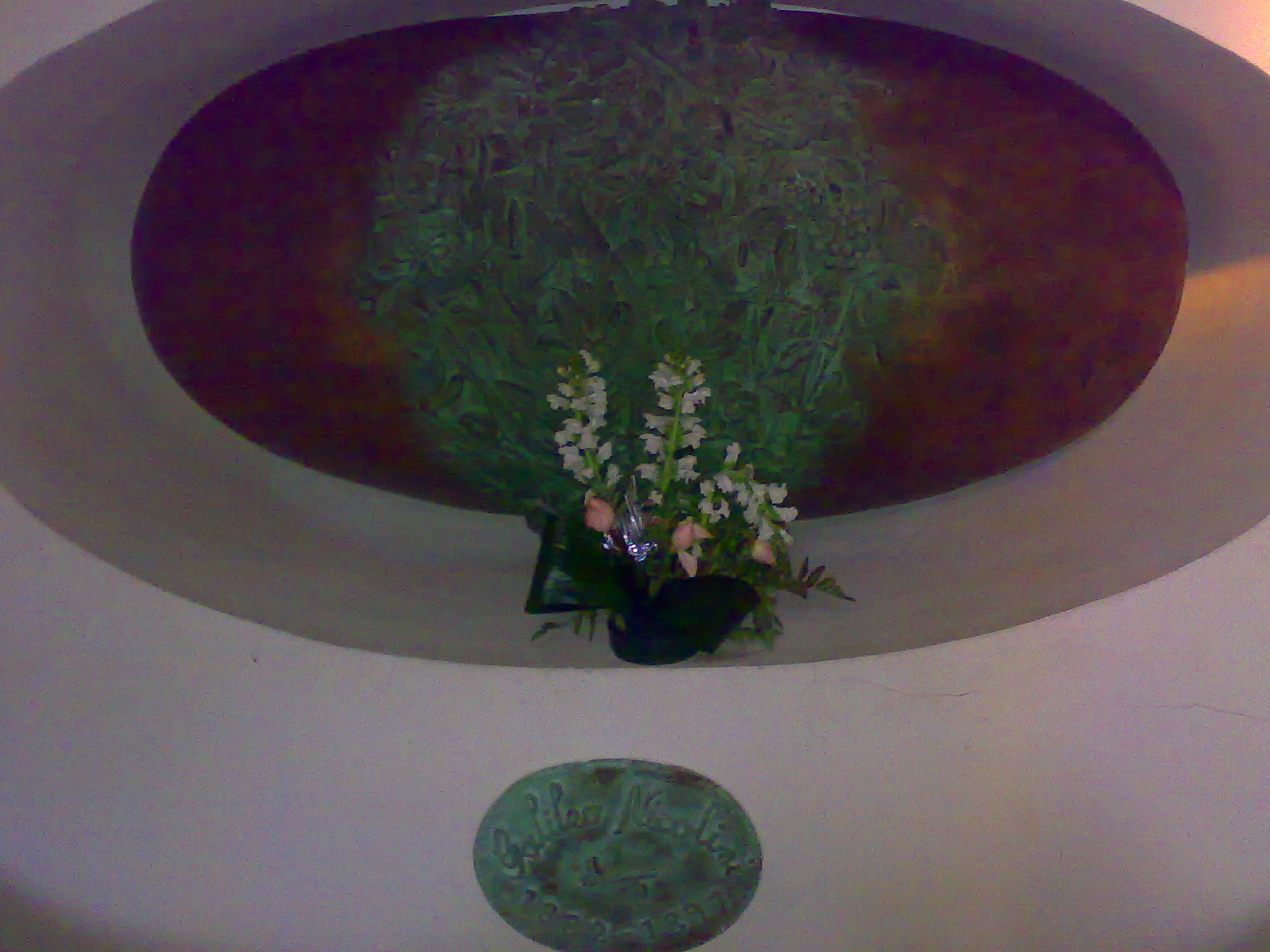
Urna bronzea del venerabile Galileo Nicolini, di Tito Amodei